# Mentiras inocentes
Mentiras inocentes (título original: Innocent Lies) es una película de 1995 dirigida por Patrick Dewolf y protagonizada por Adrian Dunbar, Florence Hoath y Sophie Aubry.
La película está muy ligeramente basada en la novela de 1944 de Agatha Christie Hacia cero.

## Argumento
Estamos en el año 1938. Alan Cross es un detective inglés que decide buscar la verdad respecto a la muerte de un amigo suyo, que supuestamente se ha suicidado. Para ello se traslada a una localidad de la costa de Francia para ir al funeral de su amigo. Irá poco a poco buscando pistas que puedan revelarle la realidad que envuelve su supuesto suicidio y todo parece llevarle a una familia rica de origen británico. Esta familia no parece normal y tiene unas costumbres un extrañas. De esa manera Alan se meterá en una realidad, en la que nada es lo que parece y donde las apariencias engañan.

## Reparto
| Actor              | Personaje          |
| ------------------ | ------------------ |
| Adrian Dunbar      | Alan Cross         |
| Florence Hoath     | Angela Cross       |
| Sophie Aubry       | Solange Montfort   |
| Joanna Lumley      | Lady Helena Graves |
| Gabrielle Anwar    | Celia Graves       |
| Alexis Denisof     | Christopher Wood   |
| Stephen Dorff      | Jeremy Graves      |
| Marianne Denicourt | Maud Graves        |
| Rosalind Bennett   | Janet Blain        |
| Keira Knightley    | Joven Celia        |

## Producción
La película fue rodada en Morbihan, Francia. Se filmó con el título Halcyon Days, pero fue estrenado con el título Innocent Lies.

## Recepción
Hoy en día la película ha sido valorada en portales cinematográficos y por críticos profesionales. En IMDb, con aproximadamente 1100 votos registrados, el filme obtiene una media ponderada de 4,5 sobre 10. En cuanto a Rotten Tomatoes, los más de 500 votos registrados allí le dieron una valoración media de 2,3 de 5. También cabe destacar, que en La Vanguardia el 50 % de los usuarios registrados allí le dan una valoración positiva.